# Batrisodes spretoides
Batrisodes (Babnormodes) spretoides – gatunek chrząszcza z rodziny kusakowatych i podrodziny marnikowatych.
Gatunek ten został opisali w 2014 roku przez Michael Ferro i Christopher Carlton.
Kusakowaty o ciele rudobrązowym z jaśniejszymi głaszczkami i odnóżami, żółtawo i długo owłosiony. U holotypu długość ciała wynosi 1,84 mm. Głowę ma wydłużoną, z dwiema parami stożkowatych guzków na krawędzi czołowej, położonych środkowo i bocznie. Ciemię ma szczątkowe żeberko środkowe i głębokie, nagie dołki. Przedplecze jest łukowate. Na pokrywach obecne trzy dołki przypodstawowe, wyraźne dołki podbarkowe i bruzda barkowa ciągnąca się aż do ich wierzchołka. Płaski edeagus charakteryzuje spiczasty wierzchołek i gładkie zakrzywienie o kąt prosty w kierunku brzusznym, zaczynające się od szczytowej ⅓ długości.
Chrząszcz znany tylko z Parku Narodowego Great Smoky Mountains w Tennessee, w Stanach Zjednoczonych.